# یوری رخیر
یوری رخیر (انگلیسی: Youri Regeer؛ زادهٔ ۱۸ اوت ۲۰۰۳) بازیکن فوتبال اهل پادشاهی هلند است که در حال حاضر برای آژاکس در پست مدافع و هافبک بازی می‌کند.
وی همچنین در تیم‌های ملی فوتبال زیر ۱۵ سال، زیر ۱۷ سال، زیر ۱۹ سال و زیر ۲۱ سال هلند بازی کرده است.

## دوران باشگاهی

### دوران ابتدایی و آژاکس
رخیر فوتبال پایه را در اس‌وی زندفورت و رینسبورخسه بویز آغاز کرد، سپس در سال ۲۰۱۵ به آکادمی آدو دن هاخ پیوست. در سال ۲۰۱۷، او به تیم‌های پایهٔ آژاکس ملحق شد. او نخستین بازی حرفه‌ای خود را برای تیم دوم، یونگ آژاکس، در رقابت‌های اردیویسه در فصل ۲۰۱۹–۲۰ انجام داد. رخیر در فصول بعدی به یکی از بازیکنان کلیدی یونگ آژاکس تبدیل شد، به یکی از کاپیتان‌های تیم رسید و در مجموع ۹۱ بازی و ۶ گل برای این تیم به ثبت رساند.
رخیر نخستین بازی رسمی خود برای تیم اصلی آژاکس را در تاریخ ۱۵ دسامبر ۲۰۲۱ انجام داد، جایی که در دیدار جام حذفی هلند برابر بی‌وی‌وی بارندرخات به میدان رفت و در ترکیب ابتدایی قرار گرفت؛ این دیدار تحت هدایت اریک تن‌هاخ برگزار شد. او نخستین گل خود را برای تیم بزرگسالان در مرحله نیمه‌نهایی جام حذفی برابر آزد آلکمار در تاریخ ۳ مارس ۲۰۲۲ به ثمر رساند. وی در تاریخ ۳۰ آوریل ۲۰۲۲، در دیدار برابر پک زووله، نخستین بازی خود در اردیویسه را انجام داد. با وجود اینکه در ترکیب تیم قهرمان اردیویسه در فصل ۲۲–۲۰۲۱ حضور داشت، فرصت‌های بازی او در تیم اصلی محدود باقی ماند و در دو فصل تنها ۸ بازی و یک گل ثبت کرد.

### توئنته
در ۹ ژوئن ۲۰۲۳، رخیر برای کسب فرصت بازی بیشتر، با توئنته در اردیویسه قراردادی چهار ساله امضا کرد. او به سرعت به یکی از بازیکنان کلیدی تیم در فصل ۲۰۲۳–۲۴ تبدیل شد و به طور منظم در پست‌های مدافع راست و هافبک به کار گرفته شد. عملکرد چشمگیر او باعث شد جایزهٔ استعداد ماه اردیویسه برای سپتامبر ۲۰۲۳ را کسب کند و همچنین در تیم منتخب ماه اردیویسه برای سپتامبر و اکتبر ۲۰۲۳ قرار گیرد. او در نیم‌فصل نخست فصل ۲۰۲۴–۲۵ نیز به‌طور منظم در ترکیب اصلی حضور داشت و در طول ۱۸ ماه حضورش در این باشگاه، در مجموع ۶۳ بازی و یک گل لیگ به ثبت رساند.

### بازگشت به آژاکس
در ۲۴ ژانویه ۲۰۲۵، رخیر با فعال شدن بند بازخرید ۴٫۳ میلیون یورویی که در قرارداد انتقالش به توئنته گنجانده شده بود، به آژاکس بازگشت. او قراردادی تا ۳۰ ژوئن ۲۰۲۹ امضا کرد. پس از بازگشت، سرمربی فرانچسکو فاریولی اعلام کرد که رخیر را عمدتاً به عنوان هافبک در نظر دارد. او نخستین بازی خود پس از بازگشت را در تاریخ ۲ فوریه ۲۰۲۵ برابر فاینورد انجام داد.

## دوران ملی
رخیر نمایندهٔ پادشاهی هلند در رده‌های مختلف تیم ملی فوتبال جوانان از زیر ۱۵ سال تا زیر ۲۱ سال بوده است. او در مرحله مقدماتی رقابت‌های قهرمانی زیر ۱۷ سال اروپا ۲۰۲۰ که بعدها لغو شد، برای تیم زیر ۱۷ سال هلند بازی کرد. او نخستین بازی خود برای تیم زیر ۲۱ سال هلند را در ۸ سپتامبر ۲۰۲۳ انجام داد. تا اکتبر ۲۰۲۴، او ۱۱ بازی ملی و ۲ گل برای این تیم به ثمر رسانده بود.